# Peintre de Castellani
Pour les articles homonymes, voir Castellani.
Le Peintre de Castellani  est un peintre sur vases attique qui fut actif à la fin du VIIe siècle av. J.-C.

## Histoire
On possède de lui notamment une amphore attique à figures noires, (v. 575—550 av. J.-C.), conservée au musée du Louvre à Paris ainsi qu'une olpé étrusco-corinthienne au Musée national étrusque de la villa Giulia.